# 木曽平沢駅
木曽平沢駅（きそひらさわえき）は、長野県塩尻市大字木曽平沢にある、東海旅客鉄道（JR東海）中央本線の駅である。
普通列車のみの停車であるが、毎年6月第1金曜から3日間にわたって開かれる「木曽漆器祭り」の際には一部の特急「しなの」が臨時停車する。

## 歴史
- 1930年（昭和5年）6月5日：国有鉄道中央本線の贄川 - 奈良井間に新設開業[1][3]。旅客及び貨物の取扱を開始[3]。開業当時は列車交換のできない構造だった[1]。
- 1959年（昭和34年）12月12日：交換駅化[4]に伴い、駅舎を520m名古屋寄りの現在の位置に移転する[1]。
- 1972年（昭和47年）11月30日：貨物の取扱を廃止[3]。
- 1984年（昭和59年）2月1日：荷物扱い廃止[3]。
- 1985年（昭和60年）3月22日：無人駅となる[5]。
- 1986年（昭和61年）5月未明：贄川 - 当駅間を新線へ付け替える。新線の権現トンネルは複線規格だが単線での併用となっている。
- 1987年（昭和62年）4月1日：国鉄分割民営化により東海旅客鉄道（JR東海）の駅となる[6]。

駅名に「木曽」がつけられているのは、開設当初に存在していた魚沼線の平沢駅と区別を図ったためである。

## 駅構造
相対式ホーム2面2線を持つ交換可能な地上駅である。跨線橋を有する。
駅舎は鉄骨造で1960年竣工。無人化後も暫くは臨時出札を行っていたが、現在は完全な無人駅となっている。木曽福島駅管理。
毎年6月上旬に駅周辺の平沢地域一帯で行われる「木曽漆器祭」の際には、特急「しなの」の一部列車が臨時停車し、JR東海社員が出札・精算等の業務に当たる。また、臨時快速「ナイスホリデー木曽路」も当駅に停車する。また、青空フリーパスの中央西線の東端でもある。

### のりば
| 番線 | 路線        | 方向 | 行先               |
| ---- | ----------- | ---- | ------------------ |
| 1    | CF 中央本線 | 下り | 塩尻・長野方面     |
| 2    | CF 中央本線 | 上り | 中津川・名古屋方面 |

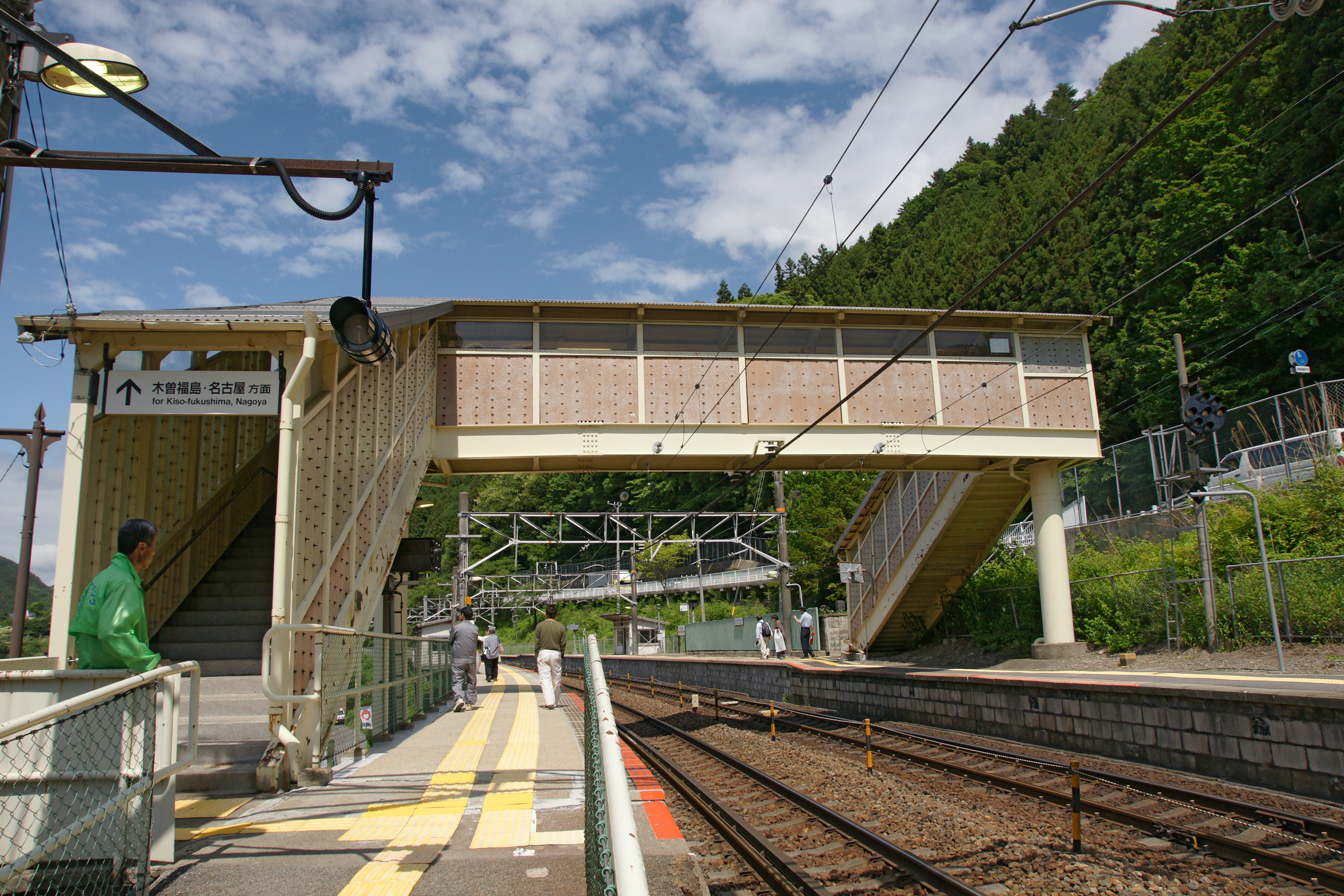
ホームと跨線橋（2009年7月）

## 利用状況
「統計しおじり」によると、近年の1日平均乗車人員は以下の通りとなっている（年間乗車人員を年間日数で割った数字である）。
| 年度   | 1日平均 乗車人員 | 出典        |
| ------ | ---------------- | ----------- |
| 1999年 | 148              |             |
| 2000年 | 127              | [ 8 ]       |
| 2001年 | 125              | [ 8 ]       |
| 2002年 | 121              | [ 8 ]       |
| 2003年 | 106              | [ 8 ]       |
| 2004年 | 95               | [ 8 ]       |
| 2005年 | 90               | [ 8 ]       |
| 2006年 | 88               | [ 8 ]       |
| 2007年 | 79               | [ 1 ] [ 8 ] |
| 2008年 | 74               | [ 8 ]       |
| 2009年 | 69               | [ 1 ] [ 8 ] |
| 2010年 | 65               | [ 2 ] [ 9 ] |
| 2011年 | 59               | [ 9 ]       |
| 2012年 | 54               | [ 9 ]       |
| 2013年 | 56               | [ 9 ]       |
| 2014年 | 49               | [ 9 ]       |
| 2015年 | 50               | [ 9 ]       |
| 2016年 | 46               | [ 10 ]      |
| 2017年 | 50               | [ 11 ]      |
| 2018年 | 48               | [ 12 ]      |
| 2019年 | 45               | [ 13 ]      |

## 駅周辺
平沢は塩尻市に合併される前の旧楢川村の中心地で、駅を中心に小さな集落を形成し商店も点在している。国道19号線は駅より一段高い場所を通っている。
- 塩尻市役所楢川支所[1]
- 国道19号
- 道の駅木曽ならかわ[1]
- 木曽漆器館[1]

## バス路線
- 塩尻市地域振興バス 楢川線 - 平沢駅下
- 重伝建周遊バス（季節運行） - 平沢駅下

## その他
- 青空フリーパスのフリーエリアは当駅までである。

## 隣の駅
東海旅客鉄道（JR東海）
CF 中央本線
贄川駅 - 木曽平沢駅 - 奈良井駅